# Rainer Barzel
Rainer Candidus Barzel (Braunsberg, actual Braniewo, 20 de junio de 1924 - Múnich, 26 de agosto de 2006) fue un destacado político alemán miembro de la Unión Demócrata Cristiana (CDU) y octavo presidente del Bundestag de 1983 a 1984.
Barzel había sido líder de su grupo parlamentario y ministro federal durante un breve periodo, antes de que su partido pasara a la oposición en 1969. Posteriormente, Barzel se convirtió en presidente del partido. Intentó convertirse en canciller federal mediante una moción de censura constructiva en 1972, siendo el primero de la República Federal en intentarlo. Inesperadamente, le faltaron dos votos. En las posteriores elecciones generales de noviembre de 1972, fue el candidato principal de la CDU/CSU, sin éxito. Al año siguiente perdió la presidencia, pero siguió siendo un influyente diputado.

## Biografía
Nacido en Braunsberg, Prusia Oriental (actual Braniewo, Polonia), entró en política después de la Segunda Guerra Mundial y fue escalando posiciones: Fue portavoz en el Bundestag del grupo parlamentario CDU-CSU entre 1964 y 1972, y presidente de la Unión Demócrata Cristiana (CDU) entre 1971 y 1973. En las elecciones federales de 1972 se postuló para canciller, pero finalmente perdió contra el socialdemócrata Willy Brandt del SPD.
Barzel fue ministro de Asuntos Alemanes (1962-63) con Konrad Adenauer, jefe del grupo parlamentario de la CDU/CSU (1964-1973), ministro de Relaciones Intralemanas (1982-1983) en el gabinete de Helmut Kohl y presidente del Bundestag (1983-1984).
Las elecciones de 1972 son comúnmente tomadas como un referéndum para la Ostpolitik (política oriental) del canciller Brandt, que llevó a normalizar las relaciones entre la República Federal de Alemania (RFA) y otros países del bloque del Este, a la que Barzel se opuso decididamente. El plan de los demócrata-cristianos era que en caso de que la moción tuviera éxito, Barzel sucedería a Brandt como canciller Federal. En mayo de 1972, Barzel y la CDU/CSU intentaron hacer prosperar una moción de desconfianza (Mißtrauensvotum) contra el gobierno de Brandt, que solo falló por dos votos. Más tarde se supo que estos dos parlamentarios cristiano-demócratas habían recibido sobornos del Ministerio para la Seguridad del Estado de la RDA. Sin embargo, los detalles de la supuesta implicación de Alemania del Este siguen siendo confusos: no todos los comentaristas están convencidos de que los sobornos de Alemania del Este fueran el factor más decisivo en el estrechísimo fracaso de la moción de censura que, de haber sido diferente, podría haber desencadenado el éxito de la candidatura de Barzel para convertirse en el próximo canciller de Alemania Occidental en 1972.
Tras el fracaso parlamentario de la CDU, el gobierno socialdemócrata reaccionó convocando las elecciones federales, que ganó decisivamente, constituyendo el único momento entre 1949 y 1998 en que el SPD sobrepasó a la coalición CDU/CSU.
Barzel fue ministro de relaciones intra-alemanas (1982-1983) durante el primer gabinete de Helmut Kohl y presidente del Bundestag (1983-1984). Se retiró de la política en 1984 tras verse relacionado con el denominado "escándalo Flick".
Tras una larga enfermedad, Barzel falleció en Múnich (Baviera) el 26 de agosto de 2006, a la edad de 82 años.

## Publicaciones
- Gesichtspunkte eines Deutschen. Düsseldorf, Econ 1968
- Unterwegs – Woher und wohin? München, Droemer Knaur 1982
- Im Streit und umstritten. Anmerkungen zu Konrad Adenauer, Ludwig Erhard und den Ostverträgen. Berlin, Ullstein 1986
- Geschichten aus der Politik. Persönliches aus meinem Archiv. Berlin, Ullstein 1987
- Die Tür blieb offen – Ostverträge-Misstrauensvotum-Kanzlersturz. Bonn, Bouvier 1998,  ISBN 3-416-02836-8
- Ein gewagtes Leben. Stuttgart, Hohenheim 2001,  ISBN 3-89850-041-1